# هری پاتر و سنگ جادو (موسیقی متن)
موسیقی متن فیلم هری پاتر و سنگ فیلسوف (به انگلیسی: Harry Potter And The Philosopher's Stone) (در آمریکا با عنوان هری پاتر و سنگ جادو منتشر شد) توسط جان ویلیامز ساخته و در تاریخ ۳۰ اکتبر ۲۰۰۱ به بازار آمد. آلبوم با استقبال بالای منتقدان و تماشاگران همراه بود و در هفتاد و چهارمین دوره جوایز اسکار نامزد جایزه اسکار بهترین موسیقی فیلم شد.

## قطعه‌ها
| شماره      | نام                                     | مدت   |
| ---------- | --------------------------------------- | ----- |
| ۱.         | «مقدمه»                                 | ۲:۱۲  |
| ۲.         | «دنیای اعجاب‌انگیز هری»                  | ۵:۲۱  |
| ۳.         | «ظهور هری کوچک»                         | ۴:۲۵  |
| ۴.         | «گردش در باغ‌وحش و نامه‌هایی از هاگوارتز» | ۳:۲۳  |
| ۵.         | «کوچه دیاگون و بانک گرینگوتز»           | ۴:۰۶  |
| ۶.         | «به سوی هاگوارتز»                       | ۳:۱۴  |
| ۷.         | «داخل شدن به سرسرای بزرگ»               | ۳:۴۲  |
| ۸.         | «مورد آقای لانگ‌باتم»                    | ۳:۳۵  |
| ۹.         | «هاگوارتز برای همیشه»                   | ۳:۴۷  |
| ۱۰.        | «تغییر فصل»                             | ۲:۴۷  |
| ۱۱.        | «مسابقه کوئیدیچ»                        | ۸:۲۹  |
| ۱۲.        | «کریسمس در هاگوارتز»                    | ۲:۵۶  |
| ۱۳.        | «شنل نامرئی»                            | ۳:۱۶  |
| ۱۴.        | «ساز فلافی»                             | ۲:۳۹  |
| ۱۵.        | «تله شیطان و کلیدهای پرنده»             | ۲:۲۱  |
| ۱۶.        | «شطرنج»                                 | ۳:۴۹  |
| ۱۷.        | «چهره ولدومورت»                         | ۶:۱۰  |
| ۱۸.        | «ترک هاگوارتر»                          | ۲:۱۴  |
| ۱۹.        | «تم هدویگ»                              | ۵:۱۱  |
| مجموع مدت: | مجموع مدت:                              | ۷۳:۲۸ |